# Église française réformée de Copenhague
Pour les articles homonymes, voir Église française réformée .
L'église française réformée de Copenhague, en danois : Franck Reformert Kirke, est située 109 rue Gothersgade, en face du château royal de Rosenborg à Copenhague, au Danemark. C'est un bâtiment utilisé par des congrégations réformées de différentes langues, dont le français. L'église est inaugurée en 1689, à l'initiative de la reine Charlotte Amalie, épouse de Christian V, et d'origine calviniste allemande. L'église est connue pour ses beaux intérieurs baroques de 1730.

## Histoire
Avant son mariage avec le roi Christian V de Danemark en 1667, Charlotte Amalie de Hesse-Kassel demande et obtient pour elle et sa cour le droit de professer librement sa foi réformée. En 1685, encouragé par sa reine, Christian V autorise la formation d'une congrégation réformée pour les immigrants allemands, néerlandais et français huguenots. Principalement réfugiés, les nombreux membres de la congrégation occupent des postes importants dans la société danoise. Ils sont négociants, artisans, souvent dans de nouveaux domaines, ou officiers militaires.
Charlotte Amelia finance personnellement la construction de l'église sur un site important de la rue Gothersgade, exactement en face du château royal de Rosenborg. L'architecte est Hendrik Brokhamm, un sculpteur hollandais récemment arrivé au Danemark. Il travaille ensuite avec Lambert van Haven, notamment sur l'église de Notre-Sauveur du quartier de Christianshavn, où il a exécuté le portail principal. Charlotte Amalie pose la première pierre le 20 avril 1688, et l'édifice est consacré le 10 novembre 1689. Le complexe comprend alors également un presbytère, avec des résidences pour quatre pasteurs, une école, un asile pour personnes âgées et un orphelinat.

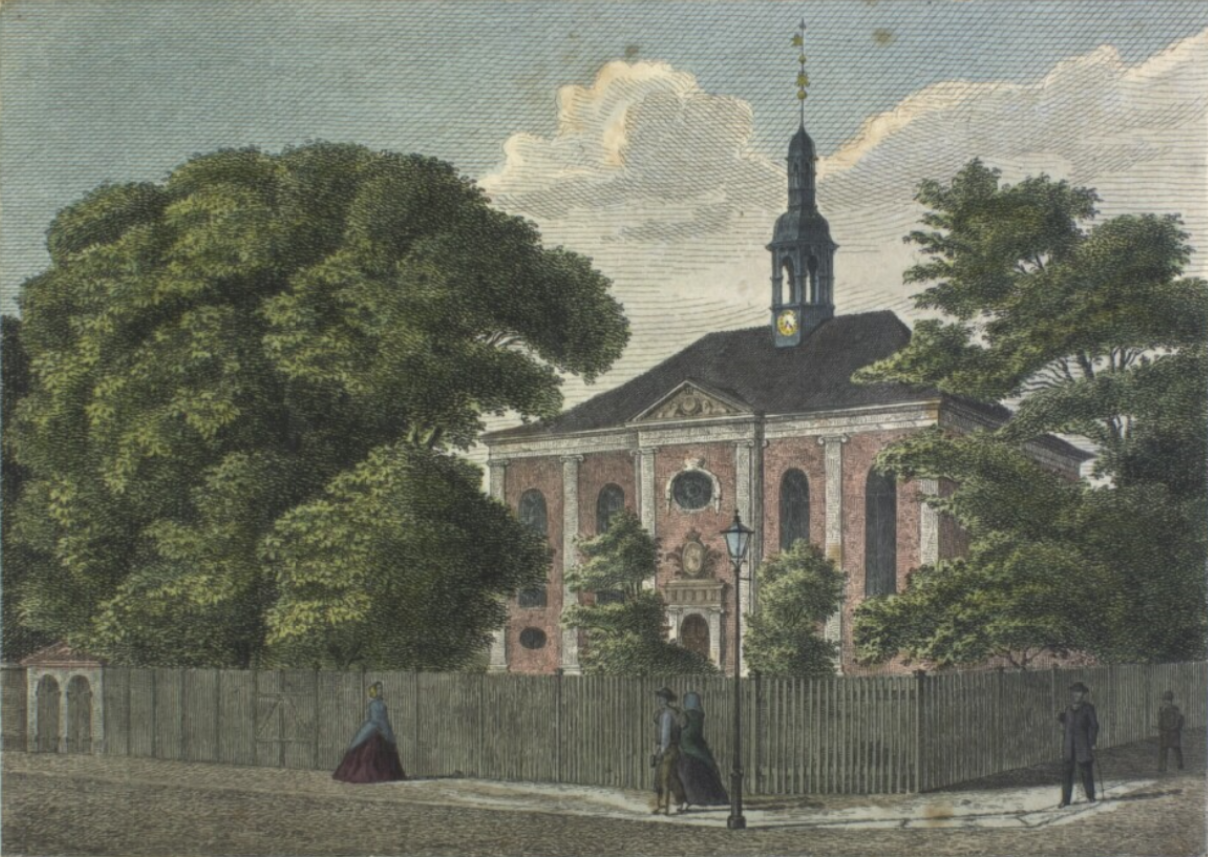
L'église réformée en 1860

Les communautés réformées allemande et française partagent la nouvelle église. Après quelques années, la congrégation se divise en une Église réformée allemande et une Église réformée française. L'église est détruite lors de l'incendie de Copenhague de 1728 et est reconstruite, avec de nouveaux décors par le sculpteur Friederich Ehbisch.
En 1886, l'architecte Ludvig Knudsen construit une maison presbytérale pour la congrégation (menighedshus) et un bâtiment à plusieurs étages. En 1880, il supervise une restauration de l'église.

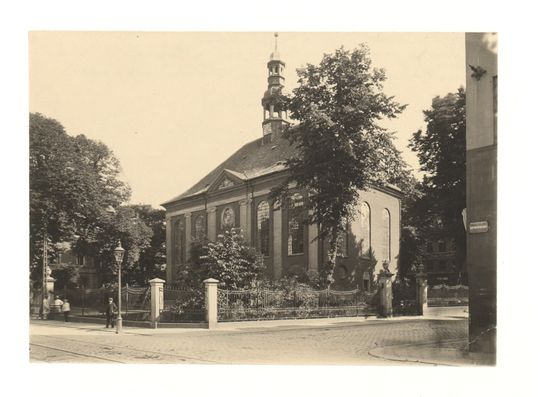
L'église réformée vers 1914

L'église est aujourd'hui encore utilisée par les Églises réformées allemande et française à Copenhague. En 1990, s'installe une congrégation coréenne, puis la paroisse ghanéenne. Avec une quatrième congrégation à Fredericia, dans le Jutland, ils forment le Synode réformé du Danemark, qui est membre de l'Alliance mondiale des Églises réformées.
| Nom                          | Entrée | Sortie |
| ---------------------------- | ------ | ------ |
| Philippe Mesnard             | 1685   | 1699   |
| Jean La Placette             | 1686   | 1718   |
| Théodore Le Blanc            | 1699   | 1709   |
| Pierre de Saint-Ferréol      | 1705   | 1711   |
| David de la Tour d´Aliès     | 1709   |        |
| Daniel de Loche              | 1709   | 1712   |
| Paul Hérault                 | 1712   | 1743   |
| Jean-Jacques Martin          | 1713   | 1720   |
| Jean Ferdinand Mourier       | 1721   | 1754   |
| Pierre Paul Eyraud           | 1743   | 1808   |
| Jean Broca                   | 1780   | 1793   |
| Ferdinand Louis Mourier      | 1786   | 1831   |
| Jean Monod                   | 1794   | 1835   |
| Charles Louis Vien           | 1810   | 1835   |
| Jean Antoine Raffard         | 1822   | 1851   |
| Emmanuel Rodolphe Kräyenbühl | 1851   | 1895   |
| Jean Clément Edouard Nicolet | 1898   |        |
| Hugues de Cabrol             | 1969   |        |
| Pierre-Jean Ruff             |        | 2015   |
| Samuel Amédro                | 2016   |        |

## Architecture

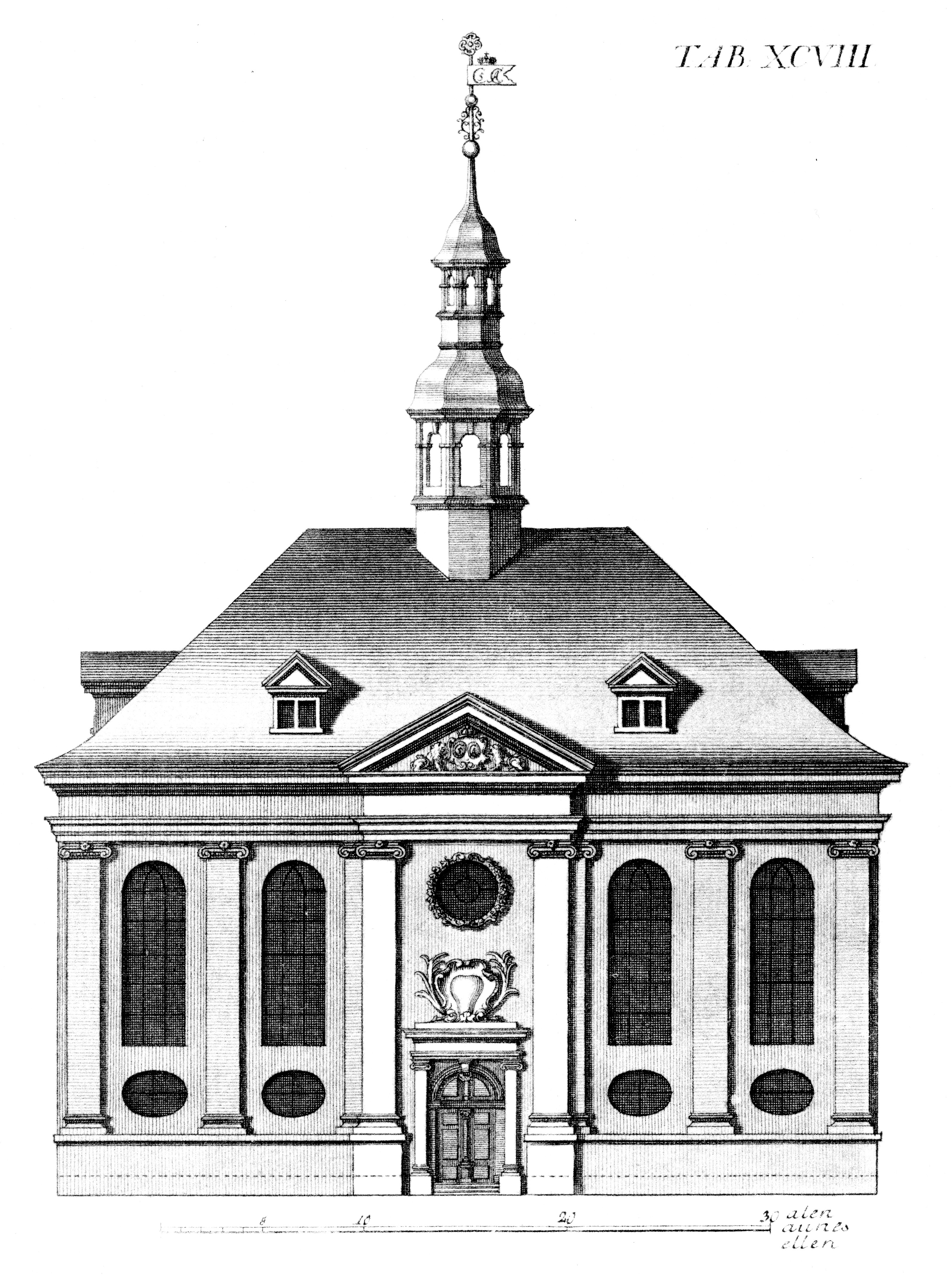
Hafnia Hodierna, Lauritz de Thurah, 1748

L'église est construite en brique rouge et conçue dans le style baroque néerlandais. Elle a un plan d'étage rectangulaire avec un risalit médian légèrement progressif sur la façade vers Gothersgade, décoré de pilastres ioniques et d'un fronton triangulaire. Au-dessus de l'entrée, se trouve une cartouche avec les monogrammes de Christian V et Charlotte Amalie et une inscription extraite d'un verset d'Isaïe 2, 3 « Venite et ascendamus ad Montem Domini et ad Dominum Dei Jacob. Ies. II, 3 », c'est-à-dire « Venez et montons à la Montagne de Dieu et à la Maison du Dieu de Jacob »,.
Le toit en croupe aux tuiles noires est surmonté d'une flèche recouverte de cuivre avec deux lanternes, qui s'élève à 13,5 mètres au-dessus du toit. Il a été ajouté en 1731 dans le cadre de la reconstruction après l'incendie. 
La nef est orientée le long de l'axe court du bâtiment et est dominée par des éléments en bois magnifiquement sculptés. Typique des églises réformées mais inhabituelles pour les églises danoises, elle a une chaire placée au centre, immédiatement au-dessus de la table de communion. Les bancs sont organisés en quadrangle par rapport à la chaire 
Le buffet d'orgue vient du château de Copenhague et date de 1724. Il est transféré à l'église en 1730 lorsque le château a été démoli pour faire place au premier palais de Christiansborg. L'orgue actuel est fabriqué par le facteur d'orgue Köhne et date de 1878.

## Cimetière
Le cimetière à côté de l'église n'est plus utilisé. La section allemande d'origine à gauche de l'entrée n'a plus de tombes mais la section française à droite abrite encore 18 tombes et le cimetière commun à l'arrière a également un certain nombre de pierres tombales, y compris celle du vice-amiral Olfert Fischer, fils de néerlandais immigrants, qui était l'un des commandants danois lors de la bataille de Copenhague en 1801. Les autres inhumations incluent le peintre danois Jacques d'Agar, immigré de France, et C. de Cormaillon, commandant de Kastellet .
- Olfert Fischer (1747-1820), officier naval
- Urban Jürgensen (1776–1830), horloger
- Louis-Auguste Le Clerc (1688-1771), sculpteur français